# Flanders, New York
Flanders är en ort i Suffolk County i delstaten New York, USA.